# Zaozierje (wołost Pożeriewickaja, w pobliżu wsi Goruszka)
Zaozierje (ros. Заозерье) – wieś (ros. деревня, trb. dieriewnia) w zachodniej Rosji, w wołoscie Pożeriewickaja (osiedle wiejskie) rejonu diedowiczskiego w obwodzie pskowskim.

## Geografia
Miejscowość położona jest w pobliżu jeziora Radunskoje, 8,5 km od dieriewni Goruszka, 22 km od centrum administracyjnego osiedla wiejskiego (Pożeriewicy), 31 km od centrum administracyjnego rejonu (Diedowiczi), 75,5 km od stolicy obwodu (Psków).

## Demografia
W 2010 r. miejscowość zamieszkiwała 1 osoba.